# Смазочные материалы
Сма́зочные материа́лы — твёрдые, пластичные, жидкие и газообразные вещества, используемые в узлах трения автомобильной техники, промышленных машин и механизмов, а также в быту для снижения износа, вызванного трением.

## Назначение и роль смазочных материалов (смазок и масел) в технике
Смазочные материалы широко применяются в современной технике, с целью уменьшения трения в движущихся механизмах (двигатели, подшипники, редукторы, и.т д), и с целью уменьшения трения при механической обработке конструкционных и других материалов на станках (точение, фрезерование, шлифование и т. д.). В зависимости от назначения и условий работы смазочных материалов (смазок), они бывают твёрдыми (графит, дисульфид молибдена, иодид кадмия, диселенид вольфрама, нитрид бора гексагональный и т. д.), полутвёрдыми, полужидкими (расплавленные металлы, солидолы, консталины и др), жидкими (автомобильные и другие машинные масла), газообразными (углекислый газ, азот, инертные газы).

## Виды и типы смазочных материалов
В зависимости от характеристик материалов кинематической пары, для смазки могут быть использованы жидкие (например, минеральные, синтетические и полусинтетические масла) и твёрдые (фторопласт, графит, дисульфид молибдена) вещества.
По материалу основы смазки делятся на:
- минеральные — в их основе лежат углеводороды, продукты переработки нефти
- синтетические — получаются путём синтеза из органического и неорганического (например, силиконовые смазки) сырья
- органические — имеют растительное происхождение (например: касторовое масло, пальмовое масло)

Смазки могут иметь комбинированную основу.

### Классификация
Все жидкие смазочные материалы делятся на классы по вязкости (классификация SAE для моторных и трансмиссионных масел, классификация ISO VG (viscosity grade) для промышленных масел), и на группы по уровню эксплуатационных свойств (классификации API, ACEA для моторных и трансмиссионных масел, классификация ISO для промышленных масел).
По агрегатному состоянию делятся на:
- твёрдые,
- полутвёрдые,
- полужидкие,
- жидкие,
- газообразные.

По назначению:
- Моторные масла — применяемые в двигателях внутреннего сгорания.
- Трансмиссионные и редукторные масла — применяемые в различных зубчатых передачах и коробках передач.
- Приборные масла - для смазки деталей в различных приборах, бывает минеральным или костяным.
- Гидравлические масла — применяемые в качестве рабочей жидкости в гидравлических системах.
- Пищевые масла и жидкости — применяемые в оборудовании для производства пищи и упаковки, где есть риск загрязнения продуктов смазывающим веществом.
- Промышленные масла (текстильные, для прокатных станов, закалочные, электроизоляционные, теплоносители и многие другие) — применяемые в самых разнообразных машинах и механизмах с целью смазывания, консервации, уплотнения, охлаждения, выноса отходов обработки и др.
- Электропроводящие смазки (пасты) — применяемые для защиты электрических контактов от коррозии и снижения переходного сопротивления контактов. Электропроводящие смазки изготавливаются консистентными.
- Консистентные (пластичные) смазки — применяемые в тех узлах, в которых конструктивно невозможно применение жидких смазочных материалов.